# Danka Derifaj
Danka Derifaj (Ivanić-Grad, 1976.) hrvatska je istraživačka novinarka najpoznatija po radu u emisiji „Provjereno”.

## Novinarska karijera
Novinarski put Danke Derifaj započeo je još tijekom srednjoškolskih dana kada je pisala za lokalne novine u rodnom Ivanić-Gradu. Nakon stjecanja diplome novinarstva na Fakultetu političkih znanosti u Zagrebu, profesionalnu karijeru započela je kao prezenterica na OTV-u (1998. - 1999.), nakon čega je dvije godine radila u dnevnim novinama Jutarnji list.
Godine 2003. pridružila se Novoj TV gdje je najprije radila kao voditeljica vremenske prognoze. Kasnije je postala dio informativnog programa te voditeljica showbizz magazina „Red Carpet”. Ipak, najznačajniji dio njezine karijere na Novoj TV vezan je uz emisiju „Provjereno”, gdje se afirmirala kao istraživačka novinarka. Tijekom svojih reportaža pratila je teme iz područja ljudskih prava, zaštite okoliša, zdravlja ljudi, korupcije i nepravilnosti u radu institucija.
Nakon 13 godina rada na Novoj TV, 2016. godine Derifaj prelazi na RTL televiziju na poziv kolege Zorana Šprajca, gdje postaje dio novinarsko-uredničkog tima emisije „RTL Direkt”. Nakon godinu dana, u travnju 2017., napušta emisiju i počinje raditi na novom projektu iste televizijske kuće - emisiji „Potraga”, gdje se po prvi put okušala i kao voditeljica. Emisija „Potraga” bavila se pitanjima korupcije, kriminala i slučajevima koji su se na neki način pokušavali zataškati.
Godine 2022. Danka Derifaj vratila se na Novu TV i emisiju „Provjereno”, koju je bila dio novinarskoga tima od samih početaka.
Derifaj je izvještavala uživo s brojnih kriznih žarišta - pratila je prosvjede u Ukrajini, Turskoj i Bosni i Hercegovini te izbjegličku krizu iz Grčke, Mađarske, Srbije, Makedonije i Hrvatske. Tijekom ukrajinske krize 2014. godine uspjela je napraviti kratak intervju s poznatim boksačem Vitalijom Kličkom, u jeku velikih prosvjeda protiv tadašnje vlasti i predsjednika Viktora Janukoviča.
Autorica je nagrađene priče iz 2011. o zagađenju rijeke Sutle, koja je kao studija slučaja implementirana u Priručnik za medije o provedbi Aarhuške konvencije u zemljama Jadrana. Također je radila priloge o dugoreškoj tvornici koja je prerađivala opasni otpad, divljim odlagalištima, ilegalnom iskapanju šljunka na rijeci Dravi i smeću iz Albanije.
Godine 2014. našla se u središtu kontroverze nakon što je objavila prilog „Svi poslovi roditelja ministra Zmajlovića”, zbog čega je primala prijetnje. Hrvatski novinarski dom osudio je pritiske na Danku Derifaj. Slično, 2016. godine na RTL-u je emitirala prilog s kontroverznim tvrdnjama o dr. Željki Markić, što je rezultiralo tužbom protiv novinarke.

## Nagrade i priznanja
- „Velebitska degenija” (2011. i 2012.) - godišnja nagrada Hrvatskog novinarskog društva za najbolje televizijske reportaže u području zaštite okoliša
- Godišnja novinarska nagrada „Marija Jurić Zagorka” za televizijsko novinarstvo (2012.)
- Nagrada „Vesna Kesić” za hrabro i kritičko novinarstvo
- Nagrada „Krunoslav Sukić” za promicanje mirotvorstva, nenasilja i ljudskih prava
- „Zlatni studio” (2020.) - medijska nagrada publike za TV novinarku godine
- Nizozemska novinarska nagrada „De Tegel” (2022.) - svojevrsni „novinarski Oscar” koju je dobila zajedno s još 15 kolega i kolegica[3]

## Privatni život
Danka Derifaj samohrana je majka djevojčice Tite.